# Khadga Prasad Sharma Oli
Khadga Prasad Sharma Oli (j. nepalski खड्गप्रसाद शर्मा ओली; ur. 22 lutego 1952) – nepalski polityk, działacz Komunistycznej Partii Nepalu, wicepremier i minister spraw zagranicznych Nepalu (2006–2007), w latach 2015–2016, 2018–2021 i ponownie od 2024 premier Nepalu.

## Życiorys
Od 1966 roku był działaczem Komunistycznej Partii Nepalu. W latach 1973–1987 był za swoją działalność więziony. Piastował funkcję ministra w rządzie Man Mohana Adhikari w latach 1994–1995. W rządzie tymczasowym powołanym w okresie przed wprowadzeniem tymczasowej konstytucji w 2006 roku, pełnił funkcję wicepremiera i ministra spraw zagranicznych. Od 11 października 2015 roku do 4 sierpnia 2016 roku piastował funkcję premiera Nepalu. Ponownie był premierem od 18 lutego 2018 do 13 lipca 2021.
14 lipca 2024 w ramach koalicji z Kongresem Nepalskim Oli został mianowany premierem na kolejną kadencję, a następnego dnia został zaprzysiężony na stanowisku.